# Leptoid
Leptoidy – komórki przystosowane do przewodzenia związków organicznych w rdzeniu gametoforów mchów, np. z podklasy płonniki (Polytrichidae). Otaczają centralnie położone hydroidy i tworzą wraz z nimi prostą wiązkę przewodzącą.
Komórki te są żywe, zawierają dużo białek i cukrów. Ich końce są zwężone i skośne, a na styku z innymi komórkami znaleźć można liczne otworki z plazmodesmami tworzące rodzaj sita. Leptoidy pełnią rolę podobną do floemu (łyka) u roślin naczyniowych.